# Władysław Mielczarski
Władysław Mielczarski (ur. 27 czerwca 1949 w Kutnie) – polski inżynier energetyk, automatyk, profesor nauk technicznych, członek Instytutu Inżynierów Elektryków i Elektroników, wykładowca w Instytucie Elektroenergetyki Politechniki Łódzkiej.

## Życiorys
W 1973 obronił tytuł magistra inżyniera na Wydziale Elektrycznym Politechniki Łódzkiej w specjalności automatyka. Po dwóch latach pracy w przemyśle, w 1975 rozpoczął studia doktoranckie na Politechnice Łódzkiej. We wrześniu 1978 otrzymał stopień doktora nauk technicznych broniąc pracę pt. "Sterowanie quasi-optymalne pracą silnika asynchronicznego przy zmiennym udarowo momencie obrotowym". W 1987 uzyskał stopień doktora habilitowanego, a w 2002 tytuł profesora. Od 1978 jest związany z Instytutem Elektroenergetyki, gdzie podjął pracę na stanowisku profesora zwyczajnego.
W latach 1991–1992 pracował jako wykładowca w Curtin University of Technology w Perth. Od 1992 do 2000 pracował jako profesor uczelni na Monash University w Melbourne. Będąc w Melbourne, brał udział w reformie przemysłu elektroenergetycznego jako doradca rządu stanu Wiktoria oraz Energy Industry Ombudsman (obecnie Energy & Water Ombudsman NSW). W latach 1996–1997 wykładał na Uniwersytecie Technologicznym Nanyang w Singapurze. Od 1997 współpracował z Ontario Hydro w Toronto jako ekspert ds. energetycznych przy wdrażaniu rynków energii elektrycznej. Od 2004 jest członkiem europejskiego think tanku European Energy Institute.
W latach 1999–2000, jako doradca wicepremiera ds. gospodarczych Leszka Balcerowicza, przygotował projekt polskiego rynku energii elektrycznej. Jako doradca ministra gospodarki Piotra Woźniaka w latach 2005–2007 współpracował przy opracowywaniu „Programu dla elektroenergetyki”, który po zatwierdzeniu przez rząd w marcu 2006 stał się podstawą do konsolidacji polskiej elektroenergetyki i utworzenia czterech firm energetycznych: Polska Grupa Energetyczna, Tauron Polska Energia, Enea i Energa.
We wrześniu 2007 został delegowany przez polski rząd do Komisji Europejskiej, gdzie pełnił w latach 2007–2011 funkcję European Energy Coodinator w DG Energy będąc odpowiedzialnym za rozwój międzynarodowych połączeń transgranicznych systemów elektroenergetycznych w Północnej i Centralnej Europie. Z jego inicjatywy powstało połączenie energetyczne Polski i Litwy – LitPol Link. W latach 2008–2016 był przewodniczącym rady nadzorczej firmy LitPol Link sp. z o.o. Połączenie zostało oddane do eksploatacji w grudniu 2015.
W wyborach prezydenckich w 2025 został członkiem komitetu poparcia Artura Bartoszewicza.

## Nagrody i odznaczenia
W 2005 otrzymał nagrodę Prezesa Rady Ministrów za wybitne osiągnięcia badawczo naukowe, w tym za stworzenie programu komputerowego Linear Programming Dispatch (LPD) i programu GMOS do planowania pracy polskiego systemu elektroenergetycznego. Program LPD został wdrożony do eksploatacji we wrześniu 2001 i jest używany do tej pory do zarządzania pracą systemu.
W 2021 został uhonorowany przez prezydenta RP Krzyżem Kawalerskim Orderu Odrodzenia Polski.
Portal Nauka o klimacie ogłosił go laureatem antynagrody Klimatyczna bzdura roku za 2024.

## Publikacje
Dorobek publikacyjny obejmuje kilkanaście książek i wydań specjalnych, dwadzieścia jeden rozdziałów w książkach, czterdzieści artykułów w pismach naukowych oraz pond 200 referatów konferencyjnych.
Wybrane publikacje:
1. Władysław Mielczarski. HANDBOOK: Energy Systems & Markets, 2018
2. Władysław Mielczarski (redakcja). Development of electricity markets,  2006
3. Władysław Mielczarski (redakcja). Complex electricity markets, 2006
4. Władysław Mielczarski (redakcja). Development of the electricity markets, 2005
5. Władysław Mielczarski. Elektroenergetyka w Unii Europejskiej, 2002
6. Władysław Mielczarski. Rozwój systemów elektroenergetycznych – wybrane aspekty, 2000
7. Władysław Mielczarski (redakcja). Fuzzy Logic Techniques in Power Systems, 1998
8. Władysław Mielczarski, Grażyna Michalik. Competitive Electricity Markets, 1998
9. Władysław Mielczarski, Grażyna Michalik (redakcja). Energy Management in Competitive Electricity Markets. The Australian Experience, 1998
10. Władysław Mielczarski. Quality of Electricity Supply & Management of Network Losses, 1997
11. Władysław Mielczarski (redakcja). Energy Engineering & Management, 1994